# Hofmahdjoch
Das 1781 m hohe Hofmahdjoch, kurz die Hofmahd (italienisch Passo Castrin), ist ein Gebirgspass in Italien, der das Südtiroler Ultental mit dem Nonstal verbindet und die Ortler-Alpen von der Nonsberggruppe trennt. Während die Passrampen größtenteils zu Südtirol gehören, befindet sich die Passhöhe auf Trentiner Gebiet. Diese wird von einem einfach zu begehenden Wanderweg erschlossen. Die moderne Straße unterquert den Pass in einem rund 1600 Meter langen Tunnel, dessen Portale beidseits auf Südtiroler Gebiet liegen. Im Westen wird das Hofmahdjoch vom Kleinen Kornigl überragt, im Nordosten vom Laugen.

## Geologie
Über das Hofmahdjoch verläuft die Periadriatische Naht, die die Grenze zwischen den Zentralen Ostalpen und den Südalpen repräsentiert. Entgegen dem überwiegenden Trend verläuft die Naht hier etwa NNO–SSW. Die östlich des Hofmahdjochs gelegene Nonsberggruppe gehört zum Südalpin, die westlich gelegenen Ortler-Alpen zum Ostalpin.

## Geschichte
Im Jahr 1984 machte Günther Niederwanger auf dem breitsohligen Almwiesensattel des Hofmahdjoches Funde von Abschlägen mesolithischer Steinwerkzeuge. Später fanden andere auch Keramikscherben jüngeren Datums.
Für das späte Mittelalter um 1434 wird berichtet, dass die Gemeinden um Proveis über das Hofmahdjoch vom Ultental aus besiedelt wurden. Dieser Befund wurde von der historischen Forschung bestätigt, die den Siedlungsausbau der Höhenlagen des Deutschnonsbergs im 12. und 13. Jahrhundert verortet und maßgeblich auf die Initiative der Grafen von Eppan und ihrer Ultener Filiation bzw. der Grafen von Tirol zuordnet.

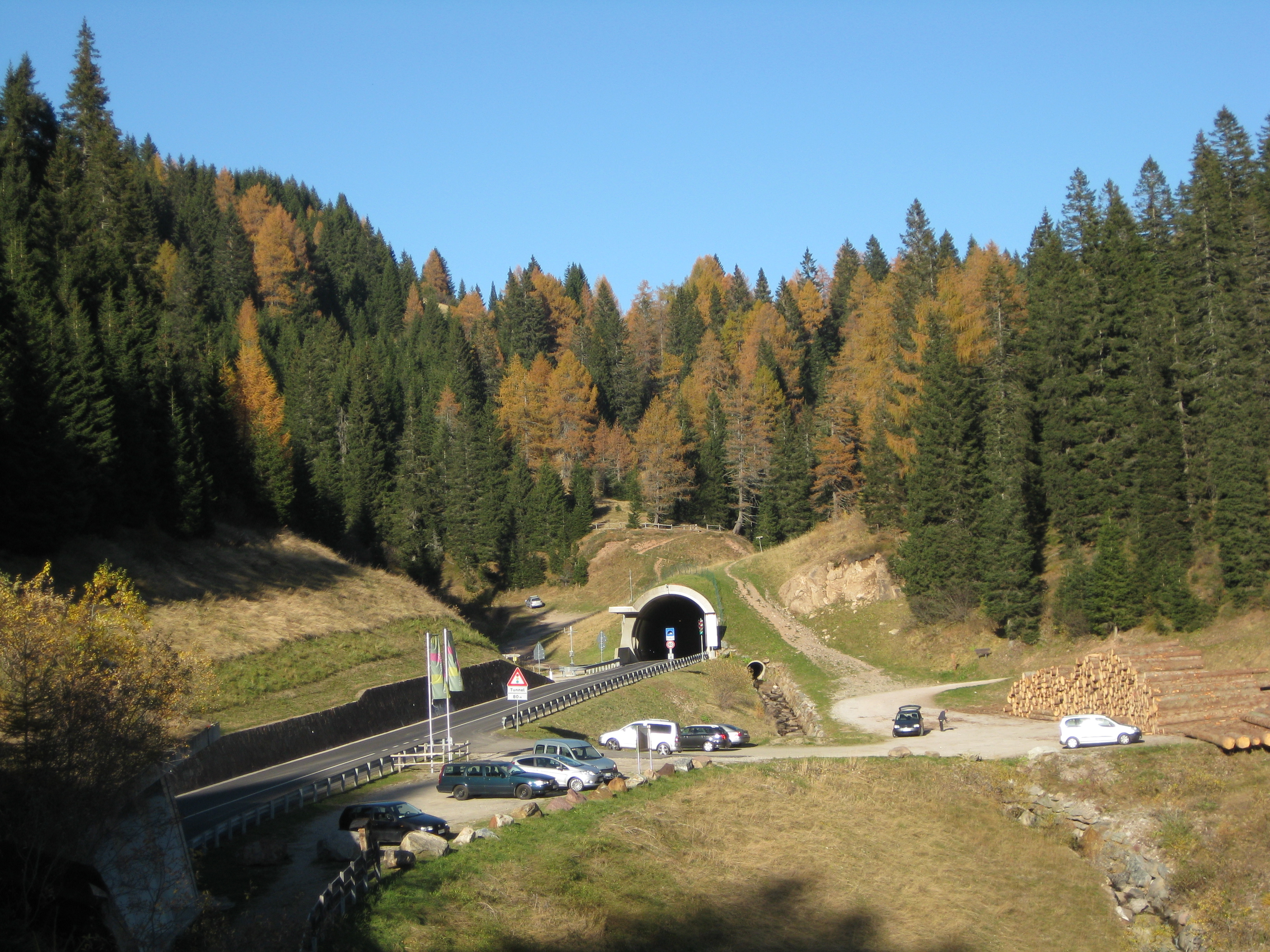
Tunneleinfahrt auf der Nonsberger Seite

Proveis und Laurein am Deutschnonsberg bildeten jahrzehntelang verkehrstechnisch eine Südtiroler Exklave im Trentino, da sie für den Kraftverkehr nur mit Umwegen über Trentiner Territorium erreichbar waren. Ab Beginn der 1990er Jahre wurde deswegen eine Straße mit Tunnel unter der Passhöhe erbaut, um die beiden Deutschnonsberger Gemeinden mit dem Ultental zu verbinden und somit einen Anschluss an das Südtiroler Verkehrsnetz zu schaffen. Am 1. Dezember 1998 schließlich wurde die neue Passstraße eröffnet.
2020 führte der Giro d’Italia mit der 18. Etappe über die Hofmahdjochstraße.